# أكيرا ماتسوناغا (لاعب كرة قدم - ولد 1914)
أكيرا ماتسوناغا (松 永 行) (ولد 21 سبتمبر 1914 -20 يناير 1943) هو لاعب كرة قدم ياباني، شارك في دورة الألعاب الاولمبية الصيفية عام 1936 في برلين.

## روابط خارجية
1. ↑  "معلومات عن أكيرا ماتسوناغا (لاعب كرة قدم - ولد 1914) على موقع national-football-teams.com". national-football-teams.com. مؤرشف من الأصل في 2017-11-28.
2. ↑  "معلومات عن أكيرا ماتسوناغا (لاعب كرة قدم - ولد 1914) على موقع sports-reference.com". sports-reference.com. مؤرشف من الأصل في 2017-08-31.
3. ↑  "معلومات عن أكيرا ماتسوناغا (لاعب كرة قدم - ولد 1914) على موقع static.fifa.com". static.fifa.com. مؤرشف من الأصل في 2019-06-02.

- أكيرا ماتسوناغا على موقع الاتحاد الدولي (مؤرشف)  (الإنجليزية)
- أكيرا ماتسوناغا على موقع قاعدة بيانات كرة القدم.إي يو (الإنجليزية)
- أكيرا ماتسوناغا على موقع ناشيونال فوتبول تيمز (الإنجليزية)
- أكيرا ماتسوناغا على موقع عالم كرة القدم.نت (الإنجليزية)
- أكيرا ماتسوناغا على موقع أوليمبيديا (الإنجليزية)

 (بالإنجليزية)